# Viktor Lauser
Viktor Lauser (* vor 1500 in Landshut; † 1535 in Niederaltaich) war ein Benediktiner und von 1534 bis 1535 Abt der Abtei Niederaltaich.
Der aus Landshut stammende Victor Lauser war von 1519 bis 1534 Pfarrer von Spitz in der Wachau, bevor er 1534 zum Abt von Niederaltaich gewählt wurde, wo er aber bereits im darauffolgenden Jahr verstarb.